# Феронија
Феронија (лат. Feronia) - Римска богиња коју су поштовали ослобођени робови.

## Митологија
Феронија је у почетку била староиталска богиња шума, а места њеног култа су били храмови у шумама у Тересину - „Terracinu“, поред Капенских врата. У Риму је имала храмове на Марсовом пољу, али темељи тог храма нису никада пронађени.
Феронију су поштовали ослобођени робови као своју заштитницу, јер су у њеним храмовима, ослобођени робови добијали као симбол, капу или шешир (Pilleus) који су смели да носе само слободни грађани Рима.
Феронија је била жена Анксура, бога подземног света, који је касније био изједначен са самим богом Зевсом. Са Анксуром је Феронија имала сина Херула, коме је она, при рођењу подарила три живота, тако да је краљ Еуандар морао да има три двобоја и да три пута убије Херула, пре него што је населио брежуљак Палатино, једно од брежуљака на којима почива град Рим.